# Bitka pri Chesapeaku
Bitka pri Chesapeaku, znana tudi kot Bitka pri virginijskih rtih ali preprosto Bitka pri rtih, je bila ključna pomorska bitka v ameriški osamosvojitveni vojni, ki se je odvila blizu ustja zaliva Chesapeake 5. septembra 1781. V bitki sta sodelovali britanska flota kraljestva Velike Britanije pod vodstvom kontraadmirala Thomasa Gravesa, 1. barona Gravesa in francoska flota kraljestva Francije pod vodstvom kontraadmirala Françoisa Josepha Paula de Grasseja, grofa de Grasseja. Bitka je bila strateško odločilna, saj je preprečila Kraljevi mornarici, da bi okrepila ali evakuirala oblegane sile generalpodpolkovnika lorda Cornwallisa pri obleganju Yorktowna, Virginia. Francozi so uspeli prevzeti nadzor nad morskimi potmi proti Britancem in francosko-ameriški vojski zagotovili oblegovalno topništvo in francoske okrepitve. Te so se izkazale za odločilne pri obleganju Yorktowna, kar je dejansko zagotovilo neodvisnost za trinajst kolonij.
Admiral de Grasse je imel možnost napasti britanske sile v New Yorku ali Virginiji; odločil se je za Virginijo in konec avgusta prispel v Chesapeake. Admiral Graves je izvedel, da je de Grasse odplul iz Zahodne Indije proti Severni Ameriki in da je francoski admiral Jacques-Melchior Saint-Laurent, grof de Barras prav tako odplul iz Newporta v Rhode Islandu. Sklenil je, da se bodo združili pri Chesapeaku. Iz Sandy Hooka v New Jerseyju, zunaj pristanišča New York, je odplul proti jugu z 19 linijskimi ladjami in zgodaj 5. septembra prispel v ustje reke Chesapeake, kjer je zagledal de Grassejevo floto že zasidrano v zalivu. De Grasse je naglo pripravil večino svoje flote na bitko – 24 linijskih ladij – in odplul, da bi se mu približal. Dvourni spopad se je zgodil po več urah manevriranja. Linije obeh flot se niso popolnoma srečale; spopadla sta se le prednji in srednji del. Bitka je bila posledično dokaj izenačena, čeprav so Britanci utrpeli več žrtev in poškodb ladij, in se je prekinila, ko je sončni zahod zašel. Britanska taktika je od takrat predmet razprav.
Floti sta več dni pluli na vidiku druga druge, vendar je de Grasse raje zvabil Britance stran od zaliva, kamor naj bi prišel de Barras s ključno oblegovalno opremo. 13. septembra se je odcepil od Britancev in se vrnil v Chesapeake, kamor je že prispel de Barras. Graves se je vrnil v New York, da bi organiziral večjo pomoč; ta je odplula šele 19. oktobra, dva dni po predaji generala Cornwallisa.
[Bitka] pri Chesapeakeu je bila taktična zmaga za Francoze brez jasne razlike, a strateška zmaga za Francoze in Američane je zapečatila glavni izid vojne.— Russell Weigley